# Зажги сцену: Кино
«Зажги сцену: Кино» (англ. Burn the Stage: The Movie; кор. 번 더 스테이지: 더 무비; романизация: Beon Deo Seuteiji: Deo Mubi) — документальный концертный фильм южнокорейского бойбенда BTS об их гастрольном туре 2017 BTS Live Trilogy Episode III: The Wings Tour, который привлёк более полутора миллионов фанатов с 19 различных городов по всему миру. Режиссёром картины выступил Пак Чжун Су, продюсером стал Юн Чжи Вон. Официальный выход состоялся 15 ноября 2018 года, дистрибьютором выступил Trafalgar Releasing.
Билеты стали доступны для предзаказа 22 октября, и фильм вышел в ограниченном показе 15 ноября. Трейлер фильма был представлен 23 октября.
Из-за высокого спроса фильм пустили в повторный прокат в определённых странах 5 и 6 декабря. Во время второго показа был побит ранее удерживаемый One Direction рекорд по посещаемости зрителей — билеты на фильм приобрели 2 миллиона человек.
18 января 2019 года премьера концертного фильма состоялась на YouTube Premium.

## Сюжет
Картина показывает историю успеха BTS, пик славы которых начался в 2017 году; основные кадры были сняты во время концертного тура того же года, использованы закулисные моменты, отрывки с музыкальных премий, а также интервью каждого участника.
Участники рассказывают о тяготах и приятных моментах славы, а также о своём желании продолжать расти и развиваться как артистам.

## Адаптация
Фильм является полнометражной адаптацией ранее выпущенной серии «Зажги сцену», которая выходила в 2018 году в виде отдельных эпизодов. Пилотный эпизод «Я сделаю это» (англ. I’d do it all) стал десятым самым просматриваемым не музыкальным видео в корейском сегменте YouTube.
| N° | Эпизод                       | Дата выхода    |
| -- | ---------------------------- | -------------- |
| 1  | «Я сделаю это»               | 28 марта 2018  |
| 2  | «У тебя уже есть ответ»      | 28 марта 2018  |
| 3  | «Подари мне улыбку»          | 4 апреля 2018  |
| 4  | «Всё только для тебя и меня» | 11 апреля 2018 |
| 5  | «Я не могу остановиться»     | 18 апреля 2018 |
| 6  | «Дитя Луны»                  | 25 апреля 2018 |
| 7  | «Лучшее во мне»              | 2 мая 2018     |
| 8  | «Ты мне нужна»               | 9 мая 2018     |

## В ролях
В главных ролях задействованы все участники группы, моментами появляются работники стаффа.
- Ким Намджун
- Ким Сокджин
- Мин Юнги
- Чон Хосок
- Пак ЧиМин
- Ким Тэхён
- Чон Чонгук

## Релиз

### Кассовые сборы
В первый день показа в Сеуле фильм собрал более 72 тысяч зрителей, что позволило картине расположиться в топ-5 среди концертных фильмов айдол-групп. С тремя последующими днями было в общей сложности более продано 200 тысяч билетов, благодаря чему кино вошло в топ-5 лучших релизов недели. За первые три дня доход картины составил 1,77 миллиона долларов.
В США в первый день показа фильм собрал 1,2 миллиона долларов; за выходные прибыль увеличилась до 3,6 миллиона. Это стало лучшим результатом для фильма-мюзикла со времён One Direction в 2014 году. Картина была показана лишь в 620 кинотеатрах, но это не помешало ей занять десятое место по кассовым сборам несмотря на то, что остальные фильмы в том же списке были показаны в среднем от 2 до 4 тысячах кинотеатрах.
В Японии в первую неделю общие сборы составили 1,3 миллиона долларов, в Великобритании — 826 884 долларов. Общие же сборы перешагнули отметку в 20,3 миллионов долларов.

### Восприятие критиков
Сиддхант Адлакха с портала Polygon отметил, что фильм выполняет свою основную задачу — показывает BTS как во время гастрольной жизни, так и в повседневной. Он также сказал, что единственное заметное упущение состоит в избегании аспекта самих выступлений группы, что строит музыкальную кульминацию, которая так и не может наступить.
Дубайская газета Gulf News отметила, что фильм отлично показал связь участников друг с другом, все их травмы и тяготы, и что даже несмотря на давление они по-прежнему способны оставаться собой и веселиться. Индийский веб-сайт MensXP подчеркнул, что благодаря картине фанаты смогут увидеть закулисье выступлений BTS, а сам фильм как «глоток свежего воздуха».
Celeb Mix назвал картину «согревающим сердцем фильмом, который показывает жизнь за пределами кулис в период беспрерывных гастролей и беспокойного образа жизни, коим живут корейские айдолы, и что они [BTS] по-прежнему семь парней со страстью к музыке, выступлениям, и с огромной благодарностью своим АРМИ».